# Tibia fusus
Tibia fusus is een slakkensoort uit de familie Rostellariidae. De wetenschappelijke naam werd gepubliceerd in 1758 door Carl Linnaeus in de tiende editie van Systema naturae.